# Judhišthira
Judhišthira je jedna z hlavních postav indického eposu Mahábhárata.

## Život
Judhišthira se narodil bohu spravedlnosti a Kunta, a stal se nejstarším z pěti bratrů, známých jako Pánduovci. Nebyl však nejstarším ze synů Kunta, ale Karna, jeho starší bratr, se za Pánduovců nikdy nepovažoval a zpočátku o tom ani nevěděl.
Judhišthira se proslavil nejen jako bojovník, ale hlavně jako šiřitel spravedlnosti. Ostatní Pánduovci ho považovali za krále, kterým se také stal. Kromě spravedlnosti a moudrosti byli jeho vlastnostmi i zájem o hru v kostky, což vedlo ke 13 ročnímu vyhnání bratrů. Během vyhnanství rozhodl o zachráněni Durjódhanu před Gandarvami a zachránil své bratry při Jezeře smrti.
V bitvě na Kurušétre zabil svého příbuzného, krále Saljut, a byl téměř zabit Karni, který však složil slib, že nezabije nikoho z Pánduovců kromě Ardžuna.

## Pánduovci
- Bhíma
- Ardžuna
- Nakula
- Sáhadéva